# Mentawai-Baumhörnchen
Das Mentawai-Baumhörnchen (Sundasciurus fraterculus) ist eine Hörnchenart aus der Gattung der Sunda-Baumhörnchen (Sundasciurus). Sie kommt auf den indonesischen Mentawai-Inseln vor der Westküste Sumatras vor.

## Merkmale
Das Mentawai-Baumhörnchen erreicht eine Kopf-Rumpf-Länge von 11,6 bis 11,9 Zentimetern. Der Schwanz ist 7,5 bis 7,8 Zentimeter lang und damit deutlich kürzer als der restliche Körper. Die Rückenfarbe ist trüb gräulich-rötlichbraun, wobei sich diese Farbe auch auf die Beine, Füße und den gesamten Schwanz erstreckt. Auf den Wangen und Hüften ist der rötliche Ton deutlicher. Die Haare der Bauchseite sind an der Basis eisengrau und hell rotbraun an den Haarspitzen.
Von dem weit verbreiteten Sunda-Schlankhörnchen (Sundasciurus tenuis) unterscheidet sich das Mentawai-Baumhörnchen vor allem durch die geringere Größe und die eintönigere Färbung.

## Verbreitung
Das Mentawai-Baumhörnchen kommt auf den zu Indonesien gehörenden Mentawai-Inseln vor. Es lebt dabei auf den Inseln Sipora, Siberut sowie auf Süd- und Nordpagai.

## Lebensweise
Über die Lebensweise des Mentawai-Baumhörnchens liegen keine Daten vor. Es lebt in den Primärwaldbeständen des Tieflands.
Gemeinsam mit dem Mentawai-Gleithörnchen (Iomys sipora), dem Sipora-Gleithörnchen (Hylopetes sipora), dem Siberut-Gleithörnchen (Petinomys lugens), dem Mentawai-Hörnchen (Callosciurus melanogaster), Leopoldamys siporanus, Maxomys pagensis, Chiropodomys karlkoopmani, Rattus lugens und Lariscus obscurus stellt das Mentawai-Baumhörnchen die endemische Nagetierfauna der Mentawai-Inseln dar.

## Systematik
Das Mentawai-Baumhörnchen wird als eigenständige Art innerhalb der Gattung der Sunda-Baumhörnchen (Sundasciurus) eingeordnet, die – je nach Autor – aus 15 bis 17 Arten besteht. Die wissenschaftliche Erstbeschreibung stammt von Oldfield Thomas aus dem Jahr 1895, der die Art anhand eines Individuums von der Insel Sipora beschrieb.
Innerhalb der Art werden neben der Nominatform keine Unterarten unterschieden.

## Status, Bedrohung und Schutz
Das Mentawai-Baumhörnchen wird von der International Union for Conservation of Nature and Natural Resources (IUCN) als bedroht (Endangered) eingeordnet. Begründet wird diese Einstufung mit dem sehr kleinen Verbreitungsgebiet, das weniger als 5000 km2 umfasst und sehr stark fragmentiert ist. Aufgrund der Fläche der verbleibenden Wälder nimmt man an, dass die Art auf maximal 500 km2 vorkommen kann. Zudem geht man von einem bereits starken Rückgang der Bestände auf bis zu 50 % der Ursprungsbestände aus. Die Hauptgefährdung für die Art geht vom Holzeinschlag aus.

## Belege
1. 1 2 3 4 5  Richard W. Thorington Jr., John L. Koprowski, Michael A. Steele: Squirrels of the World. Johns Hopkins University Press, Baltimore MD 2012; S. 184. ISBN 978-1-4214-0469-1
2. 1 2 3 4  Sundasciurus fraterculus in der Roten Liste gefährdeter Arten der IUCN 2014.3. Eingestellt von: K. Helgen, K. Aplin, 2008. Abgerufen am 2. Januar 2015.
3. ↑  Don E. Wilson & DeeAnn M. Reeder (Hrsg.): Leopoldamys siporanus in Mammal Species of the World. A Taxonomic and Geographic Reference (3rd ed).
4. 1 2 3  Sundasciurus fraterculus In: Don E. Wilson, DeeAnn M. Reeder (Hrsg.): Mammal Species of the World. A taxonomic and geographic Reference. 2 Bände. 3. Auflage. Johns Hopkins University Press, Baltimore MD 2005, ISBN 0-8018-8221-4.